# Seria GeForce FX

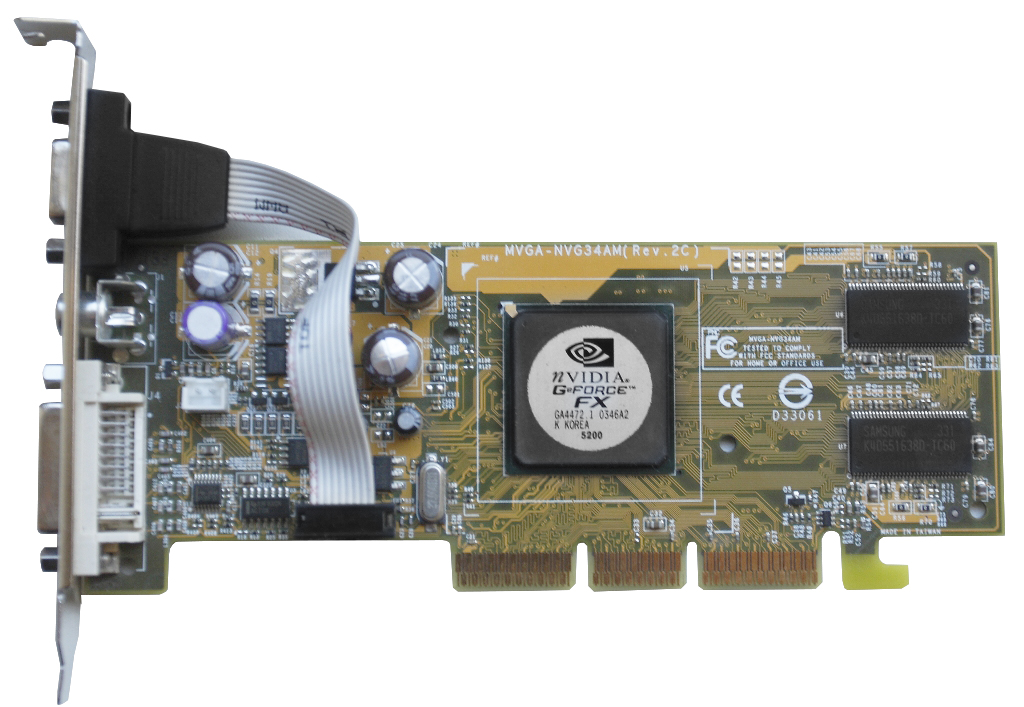
GeForce FX 5200.

Seria GeForce FX sau GeForce 5 (nume de cod NV30) reprezintă o serie de unități de procesare grafică (Graphics processing unit/GPU) produse de Nvidia. 